# Ulrikka Gernes
Ulrikka S. Gernes (født 6. juni 1965 i Ängelholm, Sverige) er digter og børnebogsforfatter. Hun er datter af billedkunstnerne Aase Seidler Gernes og Poul Gernes, hvis værk hun bestyrer.